# 林鈺祥
林鈺祥（1948年6月23日—），台灣政治人物，曾任第二、三屆台北市議員，後代表中國國民黨在台北市選區當選為第一屆第三、四、五次增額立法委員，復於台北市第二選區（南區）連任為第一屆第六次增額立法委員，曾是集思會成員。
1995年9月4日，國立政治大學國際關係研究中心主任邵玉銘應邀在中國國民黨中央委員會總理紀念月會上就台灣海峽兩岸關係提出報告，遭林鈺祥抨擊「以一政治學者身份，就憑香港問題有十三年時間解決，而推斷台灣也不會超過十五年；此種結論只能被認為是向中國共產黨獻策，毫無學術理論基礎……以國關中心及中共研究之專業，應多思考我國務實外交的出路及大陸內部權力鬥爭下未來權力分散的變局，對國人努力的成果加以肯定和鼓勵，更加強國人的信心，而非以預卜台灣還有十五年的命」。
1997年5月4日，「五〇四悼曉燕，為台灣而走大遊行」五萬人上街頭遊行抗議治安敗壞，林鈺祥出席TVBS頻道《2100全民開講》，他肯定抗議群眾對治安的訴求，但不認同抗議群眾要求「總統認錯，撤換內閣」，他說「幸好這次活動沒有發生動亂，否則台灣的群眾運動其實也是造成移民的原因」；他也為連戰內閣的治安成績辯護，他說，上個月台灣發生24件綁票案中總共破案22件，這是90分的成績，「這種成績是『壞學生』嗎？」
女婿為高爾夫球運動員潘政琮，於2020年東京奧運獲得高爾夫男子個人銅牌，成為台灣史上首面奧運高爾夫項目獎牌得主，也是亞洲第一位奧運高爾夫項目男子獎牌得主。。